# Palais Mailáth
Le Palais Mailáth (en hongrois : Mailáth-palota) est un édifice situé dans le 1er arrondissement de Budapest.